# 胡桃鉗與奇幻四國
《胡桃鉗與奇幻四國》（英語：The Nutcracker and the Four Realms）是一部於2018年上映的美國奇幻冒險片，由萊思·霍斯壯和喬·約翰斯頓執導，阿什利·鮑威爾編劇。電影改編自E·T·A·霍夫曼的著作《胡桃鉗與老鼠王》和莫里斯·珀蒂帕的，由綺拉·奈特莉、麥肯基·弗依、艾赫尼奥·德伯兹、馬修·麥費狄恩、理查·E·格蘭特、米斯蒂·科普蘭、海倫·美蘭和摩根·費里曼主演。
電影於2018年10月29日在洛杉磯進行首映，2018年11月2日在美國院線上映。

## 演員
| 演員                                        | 角色                                     | 備註                                                                 |
| 麥肯基·弗依 Mackenzie Foy                   | 克拉拉·史達邦 Clara Stahlbaum            | 一個進入奇幻四國的年輕女孩，尋找已故母親瑪莉遺留下來的鑰匙。         |
| 傑登·福拉-奈特 Jayden Fowora-Knight         | 菲利普·霍夫曼上尉 Captain Philip Hoffman | 在旅程中幫助克拉拉的胡桃鉗士兵。                                     |
| 綺拉·奈特莉 Keira Knightley                 | 甜梅仙子 The Sugar Plum Fairy            | 甜糖之地的領主，打算征服四個國度，並利用黃薑之母作為她計劃中的棋子。 |
| 海倫·美蘭 Helen Mirren                      | 黃薑之母 Mother Ginger                   | 歡樂之地（第四個王國）的領主。                                       |
| 摩根·費里曼 Morgan Freeman                  | 卓賽麥爾 Drosselmeyer                    | 克拉拉的教父，給予她一件曾經屬於她母親的神奇禮物。                   |
| 米斯蒂·科普蘭 Misty Copeland                | 芭蕾舞公主 The Ballerina Princess        | 奇幻四國中的天才舞者。                                               |
| 艾赫尼奥·德伯兹 Eugenio Derbez              | 山楂公爵 Hawthorne                       | 花卉之地的領主。                                                     |
| 理查·E·格蘭特 Richard E. Grant              | 冰雪國王 Shiver                          | 雪片之地的領主。                                                     |
| 馬修·麥費狄恩 Matthew Macfadyen             | 班傑明·史達邦 Benjamin Stahlbaum         | 克拉拉的父親。                                                       |
| 謝爾蓋·波盧寧 Sergei Polunin                | 糖果騎士 The Sweets Cavalier             | 與芭蕾舞公主一同表演的舞者。                                         |
| 安娜·馬德利 Anna Madeley                    | 瑪莉·史達邦 Marie Stahlbaum              | 克拉拉的母親，年幼時創造並統治了奇幻四國。                           |
| 艾麗·班柏 Ellie Bamber                      | 露易絲·史達邦 Louise Stahlbaum           | 克拉拉的姐姐。                                                       |
| 湯姆·斯維特 Tom Sweet                       | 弗利茲·史達邦 Fritz Stahlbaum            | 克拉拉的弟弟。                                                       |
| 傑克·懷特豪爾 Jack Whitehall                | 小丑 Harlequin                           | 奇幻四國宮殿的守衛。                                                 |
| 歐米德·吉亞李利 Omid Djalili                | 騎士 Cavalier                            | 奇幻四國宮殿的守衛。                                                 |
| 梅拉·斯爾 Meera Syal                        | 史達邦家的廚師 The Stahlbaum’s Cook      | 史達邦家的員工之一。                                                 |
| 查爾斯·小巴克·萊利 Charles "Lil Buck" Riley | 鼠王 The Mouse King                      | 老鼠軍團的統治者。                                                   |

米蘭達·哈特飾演的露珠仙子在正片中被刪減。古斯塔沃·杜達美在片中客串。

## 製作

### 發展
2016年3月4日，據報導華特迪士尼影業正在開發改編自E·T·A·霍夫曼《胡桃鉗與老鼠王》的，由萊思·霍斯壯執導，阿什利·鮑威爾編寫劇本。電影將繼續以經典童話的模式發展。

### 選角
2016年7月，麥肯基·弗依、米斯蒂·科普蘭和摩根·費里曼加盟電影。2016年8月，綺拉·奈特莉和海倫·美蘭加盟電影。2016年9月，艾麗·班柏加盟電影。2016年10月，米蘭達·哈特加盟電影，然而她的角色在正片中被刪減。2017年3月，艾赫尼奥·德伯兹加盟電影。據透露，傑克·懷特豪爾加盟電影。

### 拍攝
主體拍攝在2016年10月於英格蘭南肯辛頓和松木製片廠進行，並在2017年1月結束。2017年12月，據報導喬·約翰斯頓將負責32天的重拍，湯瑪士·麥卡錫編寫劇本。霍斯壯因檔期衝突無法參與重拍工作，但他仍然會監督後期的製作。後來，據報導約翰斯頓和霍斯壯獲得聯合導演的掛名。製作的總預算約1.329億美元，其中包括在英國支出的1.096億美元（8560萬英鎊）。

### 音樂
音樂部分改編自彼得·伊里奇·柴可夫斯基的《胡桃鉗》，並由詹姆斯·紐頓·霍華添加新曲目。古斯塔沃·杜達美指揮愛樂管弦樂團，而朗朗擔任鋼琴獨奏。安德烈·波伽利和他的兒子馬特奧為電影獻唱〈Fall on Me〉。原聲帶於2018年10月26日發行。

## 發行
電影定於2018年11月2日於美國上映。

## 反響

### 評價
爛番茄根據203條評論，持有32%的新鮮度，平均得分5.1／10。在Metacritic上，電影獲得39分，整體獲得的評價以負面居多。

### 票房
| 上一届： 《終極戰士：掠奪者》 | 2018年中國大陸一周票房冠軍 第44週 | 下一届： 《毒液：致命守護者》 |